# Lac Lyster
Lac Lyster är en sjö i Kanada.   Den ligger i regionen Estrie och provinsen Québec, i den sydöstra delen av landet, 300 km öster om huvudstaden Ottawa. Lac Lyster ligger 469 meter över havet. Arean är 1,8 kvadratkilometer.Den sträcker sig 2,2 kilometer i nord-sydlig riktning, och 1,9 kilometer i öst-västlig riktning.
I omgivningarna runt Lac Lyster växer i huvudsak blandskog. Runt Lac Lyster är det mycket glesbefolkat, med 2 invånare per kvadratkilometer.